# فرودگاه مینتو آل رایت
فرودگاه مینتو آل رایت (به انگلیسی: Minto Al Wright Airport) یک فرودگاه همگانی بهره‌برداری هوایی با کد یاتا MNT است که یک باند فرود شن دارد و طول باند آن ۱۰۳۶ متر است. این فرودگاه در شهر مینتو، آلاسکا کشور ایالات متحده آمریکا قرار دارد و در ارتفاع ۱۵۱ متری از سطح دریا واقع شده‌است.

## شرکت‌های هواپیمایی و مقصدهای پروازی
| شرکت‌های هواپیمایی  | مقصدهای پروازی |
| ------------------ | -------------- |
| واربلوز ایر ونتورس | فیربنکس        |